# Santa Fé de Goiás
Santa Fé de Goiás là một đô thị thuộc bang Goiás, Brasil. Đô thị này có diện tích 1160,8 km², dân số năm 2007 là 4497 người, mật độ 3,9 người/km².